# Junichi Watanabe (piłkarz)
Junichi Watanabe (jap. 渡辺 淳一 Watanabe Junichi; ur. 20 maja 1973) – japoński piłkarz występujący na pozycji pomocnika.

## Kariera klubowa
Od 1992 do 2001 roku występował w klubach Verdy Kawasaki, XV de Novembro Jaú i Shonan Bellmare.